# X-Wing Alliance
Star Wars: X-Wing Alliance – komputerowa gra symulacyjna osadzona w świecie Gwiezdnych wojen. Jest następcą gier z serii Star Wars: X-Wing, wiele elementów czerpiąc z poprzednich części serii Star Wars: TIE Fighter i gry wieloosobowej X-Wing vs. TIE Fighter.
X-Wing Alliance należy do gatunku kosmicznych symulatorów, w których gracz steruje określonym pojazdem w otwartej przestrzeni kosmicznej.
W grze występuje większość pojazdów znanych z filmowych Gwiezdnych wojen, m.in. myśliwce X-wing, A-wing, Y-wing, TIE fighter, Z-95, ciężkie okręty typu Gwiezdnego Niszczyciela czy Krążownika Calamari. W grze pojawia się również frachtowiec Hana Solo Sokół Millennium, którym gracz może sterować w trakcie trwania Bitwy o Endor – finalnej misji gry.
Gracz wciela się tu w postać Ace'a Azzameena – członka rodziny Azzameen zajmującej się międzygwiezdnym handlem. W obliczu narastającego konfliktu pomiędzy Imperium Galaktycznym a Rebelią rodzina Azzameen wplątana zostaje w konflikt z rodziną Viraxo, przez który zmuszona jest uciekać ze swego domu i przyłączyć się do Rebelii.
Gra wydana została w 1999 roku i była wysoko oceniana zarówno pod względem oprawy audiowizualnej, jak i mechaniki rozgrywki. Przez wielu uznawana za jedną z najlepszych gier firmy LucasArts.